# Saccheggio
Con il termine saccheggio (mettere nel sacco) si intende quell'azione di furto collettiva in eventi straordinari come guerre, terremoti, disastri naturali, manifestazioni.
Sotto l'aspetto militare la convenzione di Ginevra vieta tale pratica qualora sia finalizzata a depredare e ad acquisire bottino portando allo stesso tempo lo scompiglio e la distruzione nel territorio dell'avversario.

## Storia
Il ricorso al saccheggio è sempre stato molto diffuso, nel corso di tutta la storia dell'umanità; ad esempio le incursioni dei Vichinghi puntavano decisamente sulla sorpresa e sulla rapidità dell'azione. Inizialmente, le loro operazioni devastatrici e razziatrici erano mirate esclusivamente agli insediamenti sulla costa (strandhögg); ma ben presto grazie alle loro agili imbarcazioni risalirono i grandi corsi d'acqua per colpire le città dell'interno. Successivamente si trasformarono da pirati e marinari in abili e coraggiosi guerrieri, capaci di spostarsi rapidamente in sella ai cavalli che si procuravano sul posto. 

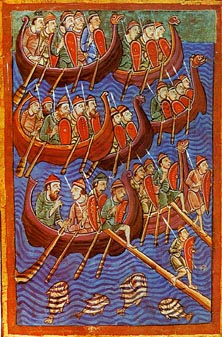
Lo sbarco di una flotta vichinga

Anche i Saraceni, provenivano dal mare: dall'Africa settentrionale, dalla Spagna, dalla Sicilia e da Creta essi colpirono per circa due secoli le terre cristiane che si affacciavano sul Mediterraneo. I Saraceni sbarcavano in prossimità dell'obiettivo che saccheggiavano per diversi giorni. Dopo di che, o si reimbarcavano con il bottino, oppure instauravano una base fissa e ben protetta in terraferma, dalla quale partivano per scorrerie anche verso i centri dell'entroterra. Gli Ungari, fra la fine del IX secolo fino alla metà del secolo seguente, devastarono molte zone dell'Europa orientale. La loro collaudata tattica consisteva nell'affrontare il nemico frontalmente, dopo di che fingevano la fuga attirando i nemici in agguati. Gli Ungari disponevano di una rapida e agile cavalleria leggera dotata di arco.
Nelle azioni devastatrici condotte dagli Ungari e dai Vichinghi diversi erano i mezzi adottati per suscitare il terrore nelle vittime e ridurne la capacità di resistenza: la velocità e la sorpresa delle loro azioni, l'aspetto terrificante dei guerrieri, le loro urla di guerra, l'uso intimidatorio del fuoco, i loro gesti di deliberata crudeltà e brutalità.
Verso la fine del VI secolo, Gregorio di Tours testimonia che la Gallia merovingia conduceva frequentemente azioni militari alla frontiera del regno con il solo scopo di sottrarre risorse ai vicini. Solo successivamente, i Franchi cambiarono la loro strategia cercando di imporre sui popoli vicini la propria egemonia militare e politica. 
Le razzie e le scorrerie di confine sono notevolmente diffuse tanto in Occidente quanto nel vicino Oriente lungo ogni linea che separa poteri rivali.
Fra VIII e X secolo la regione della Cilicia venne a trovarsi tra la penisola anatolica rimasta ancora sotto il controllo bizantino e la Siria, sotto il controllo degli Arabi che erano in forte espansione. Perso lo slancio iniziale, probabilmente indotto da motivazioni di rivalità religiosa, i progetti militari arabi si trasformarono in periodiche incursioni che avevano per scopo solo la ricerca di bottino; i Bizantini, in grave difficoltà politica economica e militare, puntavano solo a mantenere un equilibrio.

## Fonti storiche e aspetti giuridici
Numerose sono le fonti scritte che riportano descrizioni di grandi saccheggi, e molti sono i cronisti che descrivono con entusiasmo la capacità di conquistare quante più ricchezze era possibile. Non mancano nemmeno gli elenchi degli oggetti saccheggiati; queste liste erano stilate dai “bottinieri” incaricati di inventariare il bottino o dalle vittime che reclamavano la restituzione dei beni loro depredato. 
Il saccheggio, però, solo raramente è raffigurato da illustratori o pittori, molto più propensi ad enfatizzare gli avvenimenti più epici e spettacolari. Ciò può essere dovuto non tanto a risentimenti di carattere morale, quanto piuttosto alle difficoltà di rendere efficacemente in un'immagine il movimento di un grande saccheggio. Dalla maggior parte delle testimonianze emerge, del saccheggiatore, la figura di un uomo feroce, spietato e assetato di ricchezze e di distruzione. 
In realtà le cose non sono così semplici. Il saccheggio è profondamente diverso (pur presentandosi con forme di violenza e di devastazione molto simili) dalla rapina e dalla depredazione condotta in tempo di pace. Un conto era derubare un passante, un'altra era mettere a ferro e fuoco un villaggio, palesemente, al comando di un capo riconosciuto, in tempo di guerra. Tuttavia, non è sempre facile fare una distinzione.
Nell’età comunale italiana, in tempo di pace, diversi sono gli atti redatti dai comuni dell’area veneta con lo scopo di allontanare “scherani, ladroni e derubatori”, denominati anche con il termine di “zaffones”. Gli stessi comuni, però, non esitavano a servirsene sia per difendersi dalle aggressioni contro il proprio territorio condotte da altri zaffones, sia come avanguardia disposta a tutto per arraffare, durante le proprie azioni offensive.
In diverse epoche, canonisti e giuristi si sono interrogati sulla legittimità della razzia e del saccheggio, giungendo nella maggior parte dei casi a giustificare le abitudini correnti. Tuttavia, non di rado i divieti teorici erano elusi nella pratica. Rimane però da considerare che, in ogni tempo i re o i signori dell'esercito hanno sempre cercato di limitare le azioni distruttive troppo radicali, sia per mantenere la disciplina dei soldati, sia perché era contro i loro interessi devastare un territorio del quale speravano di entrare in possesso.

## Le attività
Una maniera per accumulare un bottino collettivo era costituita dall'azione dei singoli che depredavano ognuno col proprio sacco. I combattenti iniziavano l'appropriazione sistematica dei beni altrui a cominciare dalla spoliazione dei nemici uccisi sul campo di battaglia. Non era affatto raro vedere uomini, anche non combattenti, che iniziavano a fare bottino ancor prima della fine della battaglia: le leggi bizantine punivano duramente questi individui che distoglievano l'esercito dal combattimento, permettendo ciò nonostante di appropriarsi dei beni degli avversari al termine degli scontri.
Ben più rare, ma sicuramente più lucrative, erano le occasioni di prede collettive che si realizzavano, per esempio, dopo la conquista di una città o quando si batte l'esercito avversario costringendolo alla rapida resa e all'abbandono di tutti i suoi bagagli. Molto spesso i comandanti di un esercito consideravano una città conquistata, grande o piccola che sia, come un deposito di ricchezze di cui potersi appropriare liberamente. In questi casi, il bottino veniva radunato, e poi suddiviso fra i combattenti. L'esempio forse più clamoroso di una tale mentalità consiste nel grande saccheggio di Costantinopoli, durante la quarta crociata.

## Terminologia

### Razzia
Gli studiosi di Storia della guerra e gli storici in generale tendono a distinguere tra razzia e raid. Per razzia si intende l'incursione in un territorio nemico, di solito limitata nel tempo, con il duplice scopo di prelevare la maggior quantità di risorse possibile e di devastare ciò che non è possibile portare con sé. Questo genere di azione militare era caratteristica, per esempio, delle zone di confine.
La razzia è il tipo di azione militare di gran lunga più diffuso in tutta l'età medioevale. 

### Raid

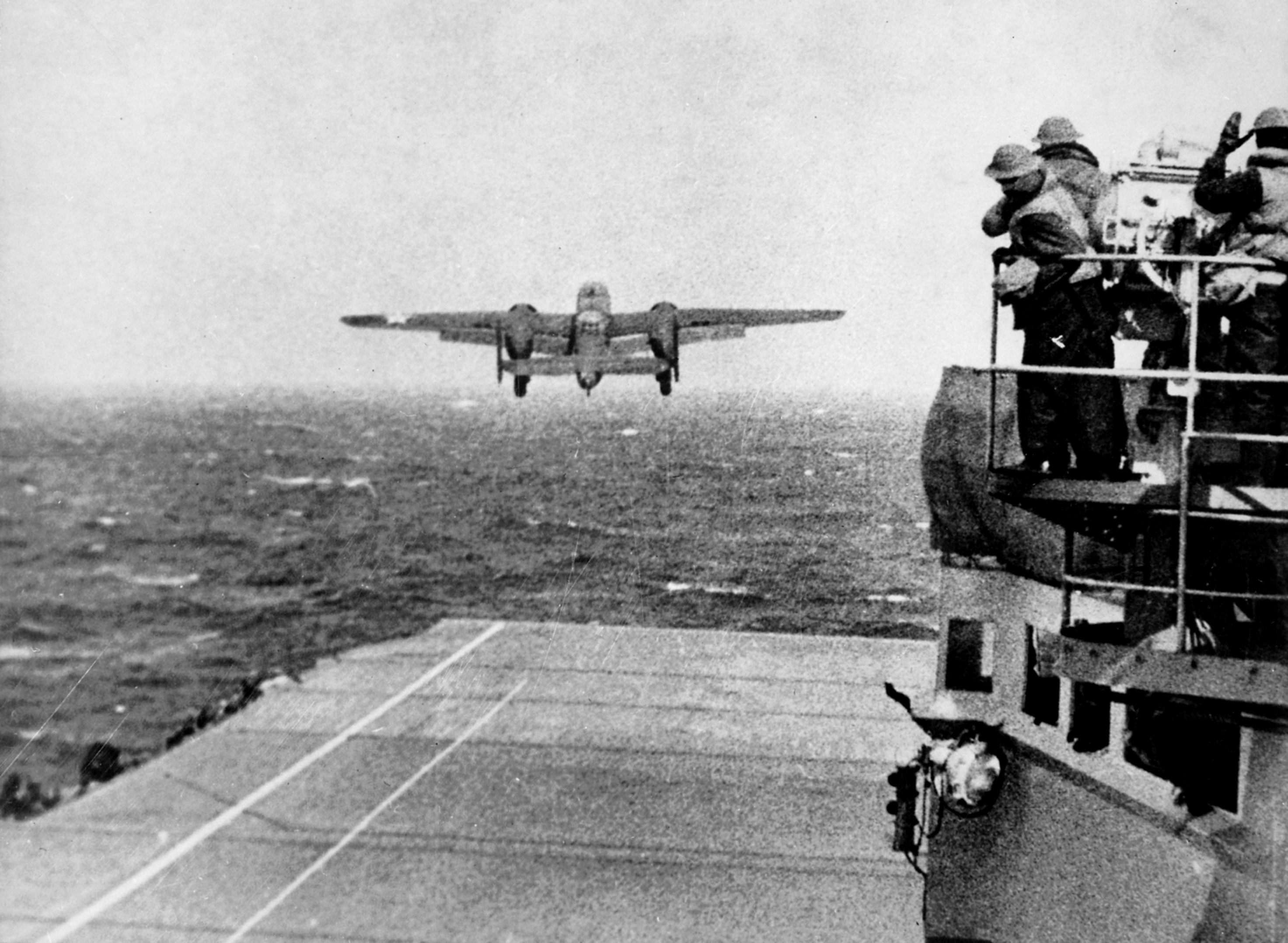
Un B-25 decolla dalla portaerei USS Hornet durante le operazioni del Raid di Tokyo

Il raid, invece, si inserisce all'interno di un quadro tattico più ampio (anche se la conquista di un bottino rimane un aspetto molto rilevante, l'obiettivo principale è quello di favorire l'avanzata del proprio esercito in territorio nemico o di togliere risorse al rivale); caratteristica del raid è che, generalmente, veniva condotto da truppe “rapide”, in sella a cavalli in età antica e medioevale, con l'appoggio di mezzi corazzati, cingolati o aerei nelle azioni belliche contemporanee.
Il raid può essere previsto all'interno di un piano che prevede la distruzione programmata di un territorio intorno ad una città con lo scopo di privarla dei mezzi di sussistenza e quindi indurla alla resa.
Anche una grande città come Milano (evidentemente poco conveniente da attaccare direttamente o da assediare) dovette arrendersi per ben due volte all'esercito di Federico Barbarossa che operò distruzioni sistematiche nel contado milanese.
Il raid, indubbiamente, possiede un forte potere intimidatorio in quanto la sua rapidità e la devastazione che induce provocano un senso di impotenza da parte delle vittime. Sono immaginabili, per esempio, i sentimenti di chi si trova nascosto in cantina mentre dal cielo piovono bombe.

## Il saccheggio “amico”
In ogni epoca, il semplice passaggio di un esercito per un dato territorio veniva a costituire una grave disgrazia per il luogo attraversato, senza differenza tra amici e nemici. Scrive Stettia: “in età medioevale ogni esercito, per il solo fatto di essere tale, sembra incapace di astenersi dalla preda in ogni possibile occasione”. C'è poi da considerare il problema dell'approvvigionamento di cibo e di mezzi per la massa di uomini che compongono l'esercito in marcia. Il mezzi pesanti che facevano parte dell'armamentario che l'esercito portava con sé (macchine belliche, cannoni, mezzi pesanti, ecc.) provocavano il danneggiamento delle strade, l'abbattimento di muri, alberi e di tutto ciò che poteva ostacolarne il passaggio.
Per essere precisi, occorrerebbe operare una distinzione fra prelievi fatti per le necessità di sopravvivenza dei soldati e la rapina autorizzata. Nei fatti, tuttavia, una distinzione del genere è quasi sempre impossibile anche se consideriamo il punto di vista del contadino che si vede privato del proprio raccolto con le cattive maniere e a titolo gratuito.
Non a caso l'abilità di condurre un esercito da un territorio a un altro senza causare gravi danni ai luoghi attraversati era caratteristica riconosciuta solo ai più grandi condottieri. Belisario e Guglielmo il Conquistatore erano amati sia dal proprio esercito, sia (cosa ben più rara) dalle popolazioni dei territori che attraversava con i propri soldati.